# ケリー・ウィリアムズ
ケリー・ウィリアムズ（Kelli Renee Williams、1970年6月8日 - 、カリフォルニア州ロサンゼルス生まれ）は、アメリカ合衆国の女優。
『ザ・プラクティス ボストン弁護士ファイル』のリンジー・ドール役、『ライ・トゥ・ミー 嘘は真実を語る』の心理学者にして嘘発見の専門家であるジリアン・フォスター役で最も知られる。なお、いずれの役も、日本語版における吹き替えは、加藤優子が担当している。

## 生い立ち
ケリー・ウィリアムズは、女優シャノン・ウィルコックスと整形外科医ジョン・ウィリアムズとの間の娘である。両親は、彼女が13歳の時に離婚した。彼女には、兄弟が1人、親の片方を共通とする兄弟が2人いる。
ウィリアムズは、オムツのコマーシャルに出演したことで1歳の誕生日を迎える前に既にスクリーン・アクターズ・ギルド・カードを取得し、そして、いくつかの他のコマーシャルにも子役として出演した。彼女は、Lycée Français（ロサンゼルスに所在する2文化の教育を行う私立学校）の小学校に入学し、ビバリーヒルズ高校を1988年に卒業した。
彼女は、学校での演劇で演じたロミオとジュリエットにて、後にジェネラル・ホスピタルに出演するスティーヴ・バートンの相手役を務めた後に、エージェントと契約した。

## 経歴
ウィリアムズは、テレビでのキャリアを CBS の『美女と野獣』（TV シリーズ版）の第2シーズンなどで開始した。フィーチャー映画における初期の出演は、『超能力学園Z PART2』（1990）、そして、ダーモット・マローニー主演でリック・シュローダーやマーク・ラファロらと共演した『There Goes My Baby』（1994）におけるノア・ワイリー（『ER緊急救命室』で知られる）の相手役などである。1994年には、テレビ映画・『Snowbound: The Jim and Jennifer Stolpa Story』で2人の主役の1人である Jennifer Stolpa 役を演じた。更に、FOX の人気ティーン・ドラマであった『サンフランシスコの空の下』の第1シーズン（1994年）にも Annie Alcott 役でゲスト出演した。
SFドラマ・『アース2』では、第11話の『Moon Cross』（放送日：1995年2月5日）を皮切りに、複数のエピソードに渡って登場する Mary という役で出演した。『ピケット・フェンス』では、第4・最終シーズンの19話（1996年）にて、レイプされたアーミッシュ女性の役を演じた。

## 私生活
Williamsは1996年から2017年までAjay Sahgalと結婚した。 2人の間には、3人の子、Kiran Ram（1998年5月生まれ）、Sarame Jane（2001年2月3日生まれ）、そして Ravi Lyndon（2003年7月11日生まれ）がいる。

ウィリアムズは、フランス語、スペイン語を話す。また、Young Storytellers Foundation の「ヤング・ストーリーテラーズ・プログラム」にボランティア参加している。